# Apurito (paroisse civile)
Pour les articles homonymes, voir Apurito.
Apurito est l'une des six paroisses civiles de la municipalité d'Achaguas dans l'État d'Apure au Venezuela. Sa capitale est Apurito.

## Géographie

### Hydrographie
La paroisse civile est bordée au nord par le río Apure sur la rive sud duquel se trouve la capitale paroissiale Apurito.

### Démographie
Hormis sa capitale Apurito, la paroisse civile possède plusieurs localités dont :
- Apurito
- Boca de Ruende
- Costa de la Zancuda
- El Milagro
- Estero Largo
- La Reforma
- Las Brisas
- Las Ventanas
- Los Palmares
- Madres Vieja
- Santa Anita
- Tallarines